# Saša Tuksar
| Estadísticas de Saša Tuksar   | Estadísticas de Saša Tuksar  |
| ----------------------------- | ---------------------------- |
| Origen:                       | Čakovec, Croacia             |
| Fecha de nacimiento:          | 12 de mayo de 1983 (41 años) |
| Altura:                       | 1,80 m (5′ 11″)              |
| Peso:                         | 72 kg (158 lb)               |
| Juego:                        | Diestro                      |
| Profesional desde:            | 2002                         |
| Retiro:                       | 2014                         |
| Mejor Ranking ATP en Singles: | 153º                         |
| Mejor Ranking ATP en Dobles:  | 397º                         |

Saŝa Tuksar es un jugador profesional de tenis nacido el 12 de mayo de 1983 en Croacia. Su mejor ranking en individuales fue 153º del mundo y en dobles 428º. Su mejor participación en challengers la consiguió en 2005 cuando alcanzó la final en San Marino.
En 2006 participó por primera vez en Copa Davis representando a su país, definiendo el quinto punto de la serie ante Argentina frente a Juan Ignacio Chela, donde cayó derrotado por 6-3 4-6 6-7(6) 6-7(5).

## Títulos (0)

### Individuales (0)
| Leyenda                |
| Grand Slam (0)         |
| Tennis Masters Cup (0) |
| ATP Masters Series (0) |
| ATP Tour (0)           |
| Challengers (0)        |

### Finalista en individuales challengers (1)
- 2005: Ciudad de San Marino (pierde ante Juan Antonio Marín).